# Валя-Єрій (комуна)
Валя-Єрій (рум. Valea Ierii) — комуна у повіті Клуж в Румунії. До складу комуни входять такі села (дані про населення за 2002 рік):
- Валя-Єрій (742 особи)
- Плопі (141 особа)
- Черк (143 особи)

Комуна розташована на відстані 326 км на північний захід від Бухареста, 24 км на південний захід від Клуж-Напоки.

## Населення
За даними перепису населення 2002 року у комуні проживали 1026 осіб.
Національний склад населення комуни:
| Національність | Кількість осіб | Відсоток |
| -------------- | -------------- | -------- |
| румуни         | 1013           | 98,7%    |
| угорці         | 10             | 1,0%     |
| німці          | 2              | 0,2%     |
| словаки        | 1              | 0,1%     |

Рідною мовою назвали:
| Мова      | Кількість осіб | Відсоток |
| --------- | -------------- | -------- |
| румунська | 1017           | 99,1%    |
| угорська  | 7              | 0,7%     |
| німецька  | 2              | 0,2%     |

Склад населення комуни за віросповіданням:
| Релігія        | Кількість осіб | Відсоток |
| -------------- | -------------- | -------- |
| православні    | 932            | 90,8%    |
| п'ятдесятники  | 68             | 6,6%     |
| римо-католики  | 9              | 0,9%     |
| реформати      | 8              | 0,8%     |
| греко-католики | 6              | 0,6%     |
| баптисти       | 1              | 0,1%     |
| мусульмани     | 1              | 0,1%     |